# T.O.K.
 (juin 2007).
Si vous disposez d'ouvrages ou d'articles de référence ou si vous connaissez des sites web de qualité traitant du thème abordé ici, merci de compléter l'article en donnant les références utiles à sa vérifiabilité et en les liant à la section « Notes et références ».
Pour les articles homonymes, voir TOK.

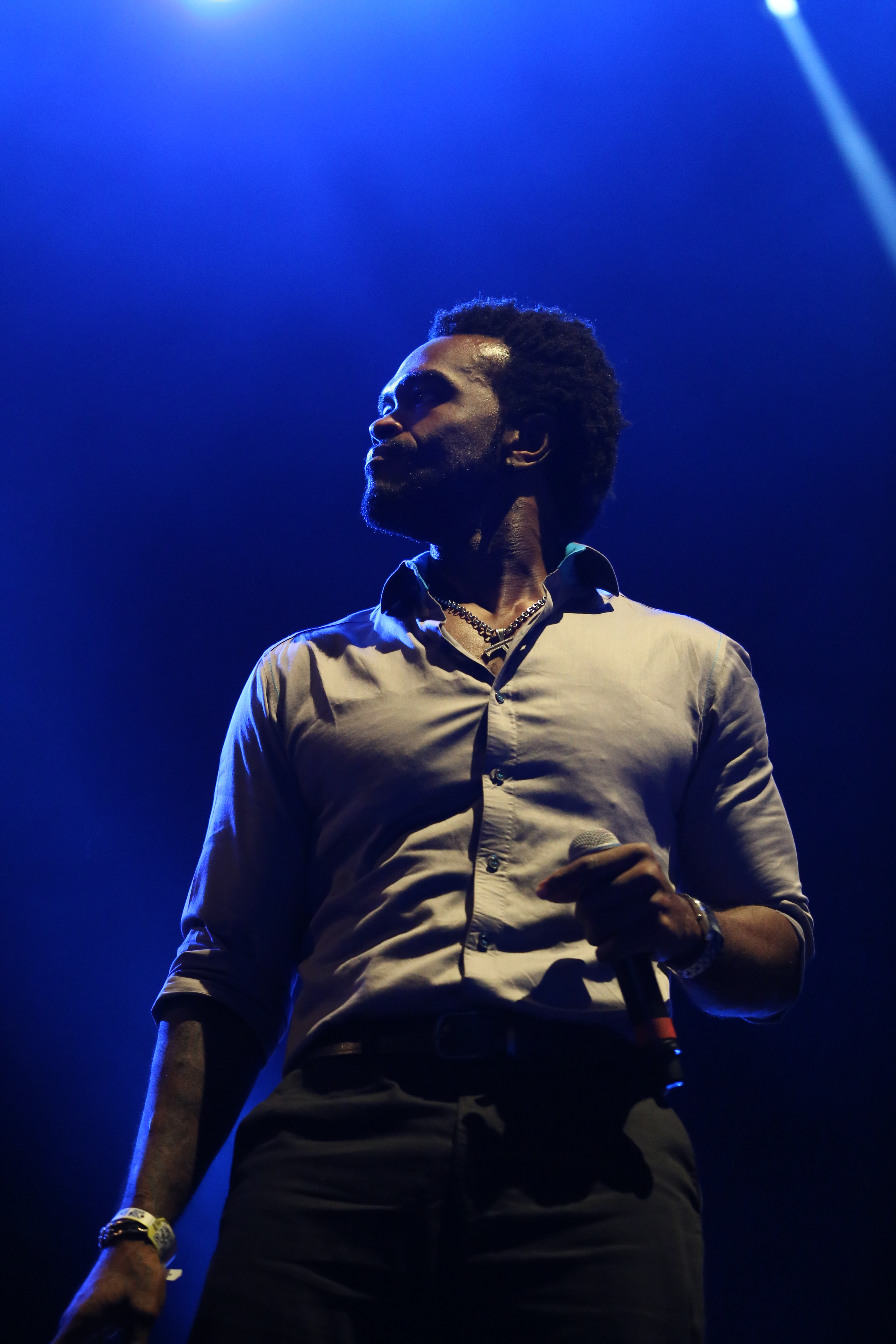
"Craigy T"

T.O.K. est un groupe de dancehall jamaïcain formé à Kingston au début des années 1990. Il est composé de quatre membres : Alistaire "Alex" McCalla, Roshaun "Bay C" Clarke, Craig "Craigy T" Thompson et Xavier "Flexx" Davidson. Ils ont interprété avec Admiral T le morceau Wave Your Flag sur son album Toucher L'Horizon. "T.O.K." signifie "Touch of Klass" ou "Taking Over Kingston" ou "Tribe of Kings".

## Singles
| Année | Titre                                      | position dans les Charts américains | position dans les Charts américains | position dans les Charts américains | Album            |
| Année | Titre                                      | US Hot 100                          | US R&B/Hip-Hop                      | US Hot Rap Tracks                   | Album            |
| 2005  | "Footprints"                               | #93                                 | #22                                 | #19                                 | Drop Leaf Riddim |
| 2008  | "Supermodel)" (avec Nina Sky & Beenie Man) | #85                                 | #36                                 | #24                                 |                  |

## Albums
- My Crew, My Dawgs (2001)
- Unknown Language (2005) - disque d'or au Japon
- Our World (2009)